# ليز بيري (شاعرة)
ليز بيري (بالإنجليزية: Liz Berry)‏ هي شاعرة بريطانية، ولدت في 1980 في ويست مدلاندز في المملكة المتحدة.